# Юнион (телеканал)
ТРК «Юнион» (первоначально и до нач. 2000-х гг. — «Орион») — донецкий региональный телеканал, вещающий из г. Макеевка, Донецкая область, Украина. Канал был создан в 1990-е годы, вещал из Макеевки, студия располагалась в пентхаусе гостиницы «Маяк».
После начала военных действий в 2014 году перешёл под контроль Донецкой Народной Республики.

## О телеканале
Телеканал «Юнион» — телеканал, вещавший на территории Донецкой области и в Интернете.
После захвата телецентра в Донецке в августе 2014 года, телеканал перешёл под контроль представителей ДНР. 
Программная сетка телеканала формируется "в согласии с принципами традиционных религиозных, социальных, культурных и моральных ценностей".
Основные задачи телеканала — "распространение в большей мере правдивой информации о политической, экономической и социально-культурной жизни Донецкой области, воспитание личности".
С 1 января 2025 телеканал «Юнион» прекратил вещание в связи с его объединения с телеканалом «Первым Республиканский»

## Основная аудитория
Зрители телеканала «Юнион» — это аудитория от 4 до 80 лет. Телеканал позиционирует себя в роли вещателя для состоявшихся, самодостаточных и активных людей, которые стремятся быть в курсе происходящего.
| Возраст: |     |
| -------- | --- |
| 36+      | 38% |
| 26-35    | 32% |
| 17-25    | 20% |
| 11-16    | 6%  |
| 4-10     | 4%  |

| Образование: |     |
| ------------ | --- |
| высшее       | 41% |
| среднее      | 40% |
| начальное    | 19% |

| Занятость:   |     |
| ------------ | --- |
| руководители | 25% |
| специалисты  | 20% |
| рабочие      | 21% |
| школьники    | 7%  |
| студенты     | 15% |
| пенсионеры   | 12% |

## Покрытие телеканала
«Юнион» имеет покрытие во всех крупных городах Донецкой Народной Республики (т. е. неподконтрольных Украине территорий Донецкой области), среди которых Донецк, Макеевка, Горловка, Енакиево, Авдеевка, Харцызск, Ясиноватая, Иловайск, Зугрэс. Также у телеканала заключены договора с большинством кабельных операторов области, благодаря чему канал доступен в труднодоступных населённых пунктах региона. Потенциальная аудитория телерадиокомпании — 3 миллиона телезрителей.
| Город    | Аудитория ТРК (чел.) | % аудитории канала от всего населения города | Население |
| -------- | -------------------- | -------------------------------------------- | --------- |
| Всего    | 754 501              | 40                                           | 1 866 000 |
| Донецк   | 406 536              | 40                                           | 998 000   |
| Макеевка | 227 888              | 58                                           | 390 000   |
| Горловка | 30 439               | 10                                           | 292 000   |
| Енакиево | 38 298               | 37                                           | 104 000   |
| Харцызск | 51 340               | 80                                           | 64 000    |

## Собственное производство

### Панорама
Программа является лидером информационного блока.

### Прогноз погоды
Ежедневный выпуск, информирующий граждан о погоде на территории Донецкой области.
Программа выходит ежедневно.

### Ваше слово
Ведущая телеканала «Юнион» спрашивает жителей Донецка.
Программа выходит еженедельно.

### Прочие передачи телеканала «Юнион»
Также имеются такие передачи, как: «Беседа», «Тема», «Закон. Инструкция по применению», «Три минуты на ответ», «Спутник», «Политкухня», «Герой нашего времени», «Моё хоББи», «Пульс событий», «Классные новости», «Дети знают толк», «МузON», «Сало в шоколаде», «Смотрите не пропустите».

## Радио ТВ
Радио ТВ (Только Ваше Радио) - украинская радиостанция, вещающая в городе Донецк на частоте 90,5 FM. Позитивное утреннее шоу "Утро на троих" слушайте с понедельника по пятницу с 7 до 10 утра. Программа по заявкам «Радио Джинн» выходит в эфир с 13 до 14 (после выпуска новостей), «Ваше слово» с Викторией Цыпленковой по будням с 10:10 до 11:00. Вечерняя программа по заявкам «Час пик» ждет ваши приветы с 17 до 18.